# Sybra uninigroguttata
Sybra uninigroguttata là một loài bọ cánh cứng trong họ Cerambycidae.